# 刘谋
刘谋（1991年4月17日—），别名PDD，中国大陆《英雄联盟》玩家，前英雄联盟职业战队iG上单选手兼队长。原战旗tv主播。2016年6月25日，开始在熊猫TV进行直播。2019年3月25日，开始在斗鱼TV进行直播。

## 早年经历
刘谋于1991年4月17日出生于四川成都，从小就喜欢玩电子游戏，《红色警戒》、《帝国时代》、《暗黑破坏神》都玩过，而且水平很高。后来，刘谋又开始玩《反恐精英》。
在童年时代过去后，刘谋开始玩《DOTA》，之后很快就打到VS1房的最高等级，并曾与伍声对战过。此时，刘谋自称“路人王”。但是刘谋并没有想过成为《DOTA》职业选手，目的也只是在朋友面前吹牛等，也没有想太多。
在《英雄联盟》北美服务器刚开启的时候，刘谋的一个朋友在《英雄联盟》北美服务器玩，并爱上这款游戏，因此刘谋开始玩《英雄联盟》。此时刘谋只是和自己的朋友一起玩。
不久后，《英雄联盟》中国大陆服务器开启，于是刘谋来到《英雄联盟》中国大陆服务器，之后只打了几十场排位赛，排名就达到中国大陆服务器第三。
后来，刘谋的家人希望他留学英国，并让他混个文凭，于是刘谋去读雅思课程。在读雅思课程的时候，刘谋在每次雅思课后去网吧，到后来，刘谋每周一去网吧，周四才从网吧出来。
此时，《英雄联盟》中国大陆服务器的知名玩家白色月牙联系到了刘谋，并询问刘谋是否可以去上海打职业，于是刘谋答应了白色月牙。之后，刘谋跟家里说自己要打职业，结果遭到家里反对。最终刘谋选择离家出走，拿着母亲给的500元人民币买了一张去上海的高铁票，并前往上海。

## 职业生涯

### 2010-2011
2010年，刘谋独自从四川来到上海，并成为一名电子竞技职业选手。
2011年6月，刘谋加入NGG，并担任ADC位置。后来在TGA上海赛区的线下小组赛中，刘谋担任中单位置，使用崔斯特打出了精彩的操作。
在2011年TGA大奖赛的半决赛中，NGG负于WE，取得季军。
2011年8月，刘谋加入EHOME。在此之后，刘谋帮助EHOME夺得EHOME广州站第四名。
2011年11月，在TGC2011英雄联盟决赛中，EHOME负于WE，取得亚军。

### 2012
2012年，EHOME战队在IEM6全球挑战赛上以1胜4负的成绩退场。
2012年3月11日，刘谋在腾讯微博上宣布暂时退役。
2012年4月，刘谋宣布复出并加盟IG。
2012年，韩国BattleRoyal擂台赛，7月23日，IG3：2击败Najin Shield，终结了Najin Shield的六连胜记录。7月30日，IG3：1击败了MVP Blue。8月7日，IG3：1击败臺北暗殺星，取得该周比赛的胜利。8月13日，IG3：1击败CLG Prime，取得第四周的胜利。8月20日，IG3：1击败CLG Prime，完成第五周守擂。
2012年7月28日，在英雄联盟第二赛季全球总决赛中国区决赛IG对阵NA的比赛中，刘谋带领IG以2：0击败NA，取得英雄联盟第二赛季全球总决赛中国区决赛第一名，并拿下英雄联盟第二赛季全球总决赛中国赛区的第二个参赛资格。
在英雄联盟第二赛季全球总决赛的小组赛阶段，IG先是负于Azubu Frost，之后又战胜CLG Prime，接着又战胜了SK Gaming。最终，IG以小组第二的成绩出线，并晋级八强。在八强赛对阵Moscow Five的比赛上，刘谋选择了弗拉基米尔，并展示了出色的表现。虽然IG最终以0：2负于Moscow Five，止步八强，但是刘谋的实力已为全世界所认可。
2012年，《英雄联盟》韩国服务器开启，之后韩国举办OGN联赛 ，因当时没有足够的韩国国内队伍，OGN联赛邀请很多世界强队参赛，IG是其中一支队伍。IG在OGN联赛上表现很出色。
2012年9月7日，在沈阳CPL2012世界电子竞技大赛英雄联盟项目中，刘谋带领IG以2：0击败MVP，并取得冠军。

### 2013
2013年4月23日，在SWL第二赛季总决赛IG对阵WE的比赛上，IG以3:2击败WE，并取得冠军。
在英雄联盟2013全明星赛上，刘谋操控的扎克与shy操控的杰斯对线，在杰斯杀掉带有被动技能的扎克（当扎克生命值为0后，触发被动技能变成四块粘液，数秒后只要有粘液存活扎克就可复活）后，杰斯1炮消灭了这四块粘液，成为了经典的“一炮四个PDD”事件。
2013年7月25日早晨，在IEM8大师赛上海站LOL项目半决赛前夕，刘谋在出门帮队友买早餐的时候遭遇车祸，导致左手手臂严重受伤，因此缺席IEM8大师赛上海站LOL项目半决赛。之后，由于IG缺少刘谋，而在IEM8大师赛上海站LOL项目半决赛中被淘汰。
2013年12月，在IEM新加坡站上，IG2：0击败CJ Entus Blaze，并取得冠军。
2013年12月16日，在GEC影驰嘉年华LOL项目邀请赛总决赛IG对阵OMG的比赛中，IG先胜一局，又连负两局，最终以1:2负于OMG，获得亚军。

### 2014
2014年，在第一届德玛西亚杯的决赛上，IG3：2击败WE，取得冠军。
2014年4月27日-29日，2014义乌国际电子竞技大赛（IET）英雄联盟项目，八强赛中，IG1：2击败皇族，晋级4强，在4强赛中，IG以0：2负于OMG，进入季军战，在季军战中，IG2：1击败WE青训，取得季军。
在2014年英雄联盟职业联赛春季赛中，IG表现一般，差点没打进季后赛，但最终还是打进了决赛。
2014年5月25日，在2014年英雄联盟职业联赛春季赛总决赛中，IG0：3负于EDG，取得亚军。
北京时间2014年6月15日20时，刘谋通过微博宣布正式退役。

## 退役后
2016年6月25日，刘谋开始在熊猫直播直播，开播后，其直播间的观众人数一直在300万上下。
2024年4月23日，斗鱼平台数据显示，刘谋上次开播时间是在2023年11月14日，已停播161天。对此，斗鱼客服表示，刘谋直播间状态正常，是否开播为刘谋的个人选择。
北京时间2024年7月9日凌晨，刘谋在斗鱼主播@A妹A妹的直播间发弹幕称刘谋的父亲在泰国遭遇车祸而去世、2023年底刘谋的人生巨变，也透漏不久后刘谋将复播，但可能不是在斗鱼。

## 事件
2016年5月9日，起小点制作了一部鬼畜搞笑视频——《主播真会玩鬼畜篇01：我是全英雄联盟最骚的骚猪!》，该视频发布后刘谋蹿红，中国大陆的众多英雄联盟主播：Uzi、阿怡、笑笑等都观看了该视频，并对该视频打出了10分的高分。刘谋本人也应观众的邀请直播观看该视频，在直播观看该视频时场景很羞射。事后刘谋觉得“好羞耻”，还直播拿着菜刀准备对付起小点，而起小点也在新浪微博发文称要多几天。
之后，有人将该视频的音频（名称为《我是全英雄联盟最骚的骚猪》）上传至网易云音乐，结果该音频一夜之间升至飙歌榜第8名。后来，《我是全英雄联盟最骚的骚猪》霸占了网易云音乐的飙歌榜、新歌榜、热歌榜等多个榜单，且评论数达到近1万。但之后，《我是全英雄联盟最骚的骚猪》在网易云音乐热歌榜上的排名降至第51位，并跌出了飙歌榜与新歌榜。
2018年9月，经内蒙古自治区青少年发展基金会推荐，刘谋捐赠200万元并命名的“皮皮欢乐希望小学”在内蒙古多伦县竣工并投入使用，学校总投资2500余万元，其余资金由多伦县政府出资。
2019年4月，參與線上遊戲《逆水寒》跨服竞技时，因系统故障导致刘谋所在战队一名选手无法进入赛场，游戏工作人员判定为“主观消极比赛”并判负。事件引发玩家对官方人员积怨，虽官方连发公告致歉，但刘谋等玩家在与官方第一轮沟通未果后决定“弃坑”，并在之后的直播中删除價值千万人民幣的帳號。
2022年，刘谋在直播期间演唱歌曲《向天再借五百年》，结果遭到该歌曲的作曲者张宏光起诉，并赔偿人民币10万元。
6月30日，刘谋在网上发布两段视频道歉。
7月7日，刘谋在新浪微博发文称，刘谋与《向天再借五百年》的词曲作者沟通后，获得该歌曲的词曲作者的谅解，并就此事道歉，承诺以后会更加注重版权问题。